# Alue Keumiki
Alue Keumiki is een bestuurslaag in het regentschap Pidie Jaya van de provincie Atjeh, Indonesië. Alue Keumiki telt 62 inwoners (volkstelling 2010).